# Robert Gordon University
Die Robert Gordon University (abgekürzt RGU) ist eine Universität in Aberdeen, Schottland. Anfang 2021 studierten dort über 16.000 Studenten.
Die Ursprünge der Universität reichen zurück bis in das Jahr 1750, als das Robert Gordon’s Hospital errichtet wurde, um die Bildung der ansässigen Söhne und Enkel der aberdonischen Bourgeoisie zu ermöglichen.
2009 wurde die Universität vom University Guide der britischen Zeitung The Times als die beste moderne Universität des Vereinigten Königreichs („The Best Modern University in the UK“) ausgezeichnet. Dasselbe Blatt führte die Universität außerdem auf Platz 4 in Bezug auf die Anstellung von Hochschulabsolventen in Betrieben, 95 % der Absolventen des Studienjahres 2008/09 konnten eine Stelle finden.

## Geschichte
1720 trat Robert Gordon in Aberdeen in den Ruhestand, nachdem er in Polen ein beträchtliches Vermögen angesammelt hatte. Bei seinem Tode elf Jahre später verfügte er, dass von seinem gesamten Besitz eine Schule für Jungen errichtet werden sollte. Im Sommer 1750 wurde das Robert Gordon’s Hospital fertiggestellt. 1881 wurde es in eine Ganztagesschule umgewandelt, von da an bekannt unter dem Namen Robert Gordon’s College. Tages- und Abendkurse der Primar- und Sekundarstufe sowie Kurse in Mechanik und anderen Fächern für Jungen, Mädchen und Erwachsene wurden ebenfalls eingeführt. Viele dieser Kurse wurden in Absprache mit dem Aberdeen Mechanics’ Institute organisiert und beinhalteten wissenschaftliche, technische und kaufmännische Fächer für Büroangestellte, Lehrlinge und andere. 1884 wurde die gesamte Bildungsarbeit des Aberdeen Mechanics’ Institute dem College übertragen.
Etwa zur selben Zeit bot der ortsansässige Geschäftsmann John Gray an, eine Wissenschafts- und Kunstschule zu errichten, unter der Bedingung, dass die Regierung sie Gray’s School of Science and Art nennen würde. 1903 wurde den beruflichen Kursen an der Schule vom Scotch Education Department der Status Central Institution (damals eine Form der Hochschule in Schottland) verliehen, wobei die Schule in Robert Gordon’s Technical College umbenannt wurde.
Der Name Robert Gordon’s Institute of Technology (abgekürzt RGIT), wurde 1965 angenommen.
1991 wurde der Name erneut geändert, diesmal in The Robert Gordon Institute of Technology. Zu diesem Zeitpunkt war die Schule eine der größten Central Institutions in Schottland. 1992 wurde dem RGIT der Status einer Universität verliehen, wodurch sie zu The Robert Gordon University wurde. Der erste Kanzler, Sir Robert Reid, betrat sein Amt.
In Aberdeen gibt es noch eine weitere Universität, die University of Aberdeen. Eine Zusammenlegung der beiden Institute wurde 2002 in Erwägung gezogen, jedoch beschloss man, die Unabhängigkeit zu wahren.

## Statistik
An der Universität studieren über 16.000 Studenten in über 300 Voll- und Teilzeitkursen des grundständigen und postgradualen Studiums. Bezogen auf die Anstellung von Absolventen in Betrieben ist die RGU die beste Universität in Schottland und auf Platz 4 im Vereinigten Königreich. 2002 waren 98,1 % der Abgänger entweder in einem Arbeitsverhältnis oder in weiterführender Bildung beschäftigt.
Neben den Voll- und Teilzeit-Studiengängen bietet die Universität ein umfassendes Spektrum an Fernstudiengängen über das Internet an. Über 6.000 Studenten aus 130 Länder studieren online eine Vielzahl von Kursen.
|                               | 2011 | 2010 | 2009 | 2008 | 2007 | 2006 | 2005 | 2004 | 2003 | 2002 | 2001 | 2000 | 1999 | 1998 | 1997 | 1996 | 1995 | 1994 | 1993 |
| ----------------------------- | ---- | ---- | ---- | ---- | ---- | ---- | ---- | ---- | ---- | ---- | ---- | ---- | ---- | ---- | ---- | ---- | ---- | ---- | ---- |
| Times Good University Guide   |      | 51.  | 54.  | 55.  | 56.  | 58.= | 58.  | 61.  | 59.  | 61.  | 59.= | 59.= | 59.  | 58.  | 58.  | 62.= | 74.= | 66.= | 83.= |
| Guardian University Guide     | 27.  | 36.  | 50.  | 39.  | -    | 58.  | 97.  | 70.  | 78.  |      |      |      |      |      |      |      |      |      |      |
| Sunday Times University Guide |      |      | 54.  | 62.  | 65.  | 68.  | 72.  | 72.  | 83.= | 101. | 96.= | 70.  | 64.  | 72.  |      |      |      |      |      |
| The Complete University Guide | 51.  | 47.  | 61.  | 55.  |      |      |      |      |      |      |      |      |      |      |      |      |      |      |      |
| The Daily Telegraph           |      |      |      |      | 55.  |      |      |      | 89.= |      |      |      |      |      |      |      |      |      |      |
| FT                            |      |      |      |      |      |      |      |      | 58.  |      | 57.  | 55.  | 55.  |      |      |      |      |      |      |

## Verwaltungsstruktur
Das Leitorgan der Robert Gordon University ist das Board of Governors (Schulvorstand), bestehend aus 23 Vorständen, die für die Verwaltung und Leitung der Universität verantwortlich sind, wobei diese Aufgaben in der Praxis meist vom Rektor bzw. Vizekanzler übernommen werden. Das Board of Governors gibt auch Kompetenzen bezüglich der Planung, Koordination, Entwicklung und Überwachung der akademischen Arbeit der Universität an den Academic Council (akademischen Rat) ab. Sowohl das Board of Governors als auch der Academic Council werden von einer Vielzahl von Gremien unterstützt.
Kanzler
- Sir Bob Reid (1992–2005)
- Sir Ian Wood CBE (2004–)

Der Rektor ist der CEO und Verwaltungsvorstand der Universität und lediglich dem Kanzler unterstellt.
Rektoren (Vizekanzler)
- David A. Kennedy (1992–1997)
- William Stevely (1997–2005)
- R. Michael Pittilo (2005–2010)
- John Harper (2010–2011)
- Ferdinand von Prondzynski (21. März 2011 bis 31. August 2018)[20]
- John Harper (September 2018[20] bis März 2020[3])
- Steve Olivier (seit März 2020)[3]

## Struktur
Die Universität besteht aus drei Fakultäten:
- Aberdeen Business School[21]
  - Rechnungswesen, Wirtschaft und Finanzwesen
  - Kommunikation, Marketing und Medien
  - Informationsmanagement
  - Recht
  - Management

- Faculty of Design and Technology (Fakultät für Design und Technologie)
  - Gray's School of Art (Kunst)
  - Scott Sutherland School of Architecture and The Built Environment (Architektur)
  - School of Computing (Informatik)
  - School of Engineering (Ingenieurwissenschaften)

- Faculty of Health and Social Care (Fakultät für Gesundheit und soziale Arbeit)
  - School of Applied Social Studies (angewandte Gemeinschaftskunde)
  - School of Health Sciences (Medizin)
  - School of Nursing and Midwifery (Gesundheits- und Krankenpflege und Entbindungspflege)
  - School of Pharmacy and Life Sciences (Pharmazie und Biologie)

## Ausstattung
Der Garthdee-Campus am Stadtrand (57° 7′ 6,6″ N, 2° 8′ 27,2″ W) wurde in den letzten Jahren unter Einsatz von 60 Millionen Pfund um zwei neue Gebäude für die Aberdeen Business School und die Faculty of Health and Social Care erweitert. Das Gebäude der Business School wurde vom renommierten Architekten Norman Foster entworfen, das andere Gebäude vom aberdonischen Architekturbüro Hallyday Fraser Munro. Auf dem Garthdee-Campus befindet sich außerdem ein Sportzentrum, welches im Februar 2005 eröffnet wurde.
Der Schoolhill-Campus im Stadtzentrum besteht aus zwei der berühmten Granit-Gebäude der Stadt, dem St Andrew Street Building (57° 8′ 59,6″ N, 2° 6′ 14,8″ W) und dem Administration Building am Schoolhill (57° 8′ 53,2″ N, 2° 6′ 5,4″ W), und ist damit etwas traditioneller gelegen. Es ist geplant, innerhalb der nächsten zehn Jahre alle Teile des Schoolhill-Campus nach Garthdee zu verlegen.

## Absolventen (Auswahl)
- Leslie Benzies, Video Game Producer (Doctor of Design 2015)
- Frank Chapman, Unternehmer (Doctor of Technology 2013)
- Julie Fowlis, Folksängerin (Doctor of Music 2013)
- Tony Hayward, Unternehmer (Doctor of Technology 2013)
- Sir Bill Gammell, Unternehmer (Doctor of Business Administration 2011)[23]
- Michael Clark, Tänzer (Doctor of Art 2011)[24]
- Kevin Warwick, Naturwissenschaftler (Doctor of Technology 2011)[25]
- Sir Ranulph Fiennes, Abenteurer (Doctor of Science 2010)
- Barbara Dickson, Sängerin (Doctor of Music 2010)
- Lord Alderdice, Politiker (Doctor of Laws 2009)
- Ben de Lisi, Modedesigner (Doctor of Arts 2009)
- Sir Andrew Motion, Poet (Doctor of Letters 2009)
- Pamela Stephenson-Connolly, Klinische Psychologin (Doctor of Science 2009)
- Nicky Campbell, Journalistin (Doctor of Letters 2008)
- Lord Trimble, Politiker (Doctor of Laws 2008)
- Alan Johnston, Journalist (Doctor of Letters 2007)
- Terry Waite, Autor (Doctor of Law 2007)
- Gordon Brown, Politiker (Doctor of Laws 2003)
- Lord Norman Foster, Architekt (Doctor of Design 2002)
- Baroness Helena Kennedy, Barrister (Doctor of Laws 2002)
- Baron Kinnock, Politiker (Doctor of Laws 2002)
- Stewart Milne, Unternehmer (Doctor of Business Administration 2000)
- Paul Lawrie, Golfer (Doctor of Laws 1999)
- Martin Bell, Journalist und Politiker (Doctor of Letters 1998)
- Sir Alex Ferguson, Football Manager (Doctor of Laws 1997)
- Kate Adie, Journalist (Doctor of Letters 1996)
- Fisnik Ismaili, Designer und Politiker (Master of Science in Corporate Communication and Public Affairs 2017).

Im Dezember 2015 entzog die RGU Donald Trump einen 2010 verliehenen Ehrendoktortitel.